# بید قول بالا
بید قول بالا (به لاتین: Bid Qowl Bala) یک منطقهٔ مسکونی در افغانستان است که در ولایت بامیان واقع شده‌است.